# Associazione Polisportiva Dilettantistica Sangimignano
L'Società Sportiva Dilettantistica Florentia Sangimignano, meglio conosciuta come Florentia Sangimignano, è una società calcistica italiana con sede nella città di San Gimignano (SI). La squadra è stata fondata nel 1965, e vanta dieci partecipazioni al massimo campionato dilettantistico. Dopo il fallimento alla fine della stagione 2019-2020 viene fondata una nuova compagine sulle ceneri del Sangimignano, il Florentia Sangimignano, che ripartirà dalla Terza Categoria.

## Cronistoria
*

## Palmarès

### Competizioni regionali
- Eccellenza: 3

1997-1998 (girone B), 2004-2005 (girone B), 2017-2018 (girone A)
- Coppa Italia Dilettanti Toscana: 1

2014-2015
- Promozione: 1

1991-1992 (girone B)